# Hermann Gustav von Weymarn

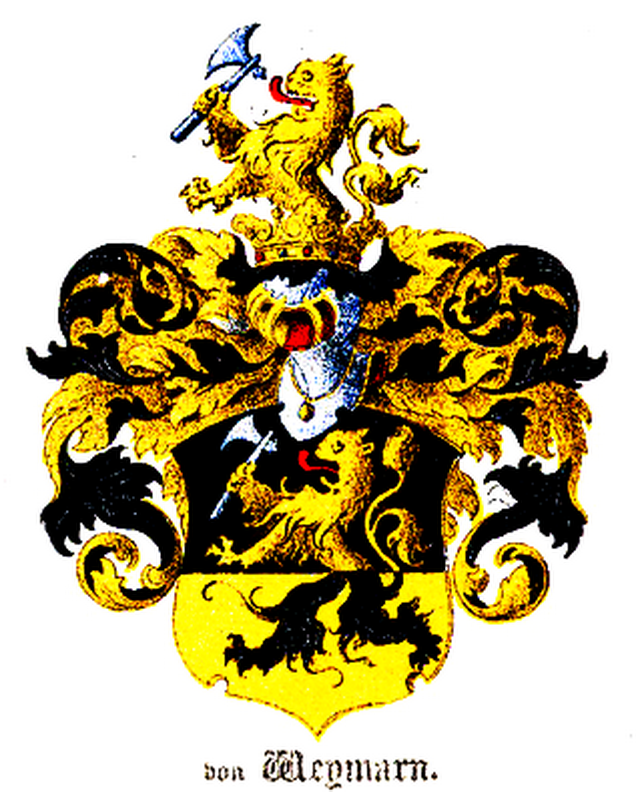
Stammwappen

Hermann Gustav von Weymarn (* 16. Februar 1717 in Tamsa, Livland; † 13. Januar 1771 in Lööne, Ösel) war ein baltischer Adliger deutscher Herkunft. Er war öselscher Landrat und Landmarschall sowie Deputierter in Moskau.

## Werdegang
Seine militärische Laufbahn beendete er im Rang eines Kapitäns der kaiserlich-russischen Armee. Danach widmete er sich der Landespolitik auf der Insel Ösel, wo er 1760 zum Landmarschall gewählt wurde. Von 1765 bis 1767 war er Gutsverwalter, und von 1767 bis 1768 wurde er als Deputierter der öselschen Ritterschaft zur Gesetzkommission in Moskau entsandt.

## Herkunft und Familie
Das Adelsgeschlecht von Weymarn ist deutsch-baltischer Abstammung und war seit Ende des 17. Jahrhunderts im Baltikum ansässig. Sein Vater war der Landgerichtsassessor Jobst (Jodocus) von Weymarn (1688–1731), der mit Eva Sophia von Vietinghof (1688–1761) verheiratet war. Sie hatten 12 Kinder; hiervon gingen drei Söhne in die Geschichte ein:
- Hermann Gustav von Weymarn (* 1717) als Landmarschall
- Hans Heinrich von Weymarn (1718–1792) als russischer General
- Mathias Christoph von Weymarn (1724–1789) als Senatssekretär

Hermann Gustav heiratete 1745 Katharina Margaretha von Güldenstubbe (1726–1803); sie hatten nachstehende Nachkommen:
- Anton Gustav von Weymarn (1745–1749)
- Peter Heinrich von Weymarn (* 1749), Oberst und Direktor eines Kadettenkorps
- Matthias Friedrich (Fedor Ivanovich) von Weymarn (1751–1822), Begründer der estländischen Linie
- Sophie Margarethe von Weymarn (*/† 1754)
- Hedwig Christina von Weymarn (1757–1813), verheiratet mit Karl Johann von Lode (1743–1799)
- Heinrich Gustav von Weymarn (1758–1759)